# Cryptoniscus planarioides
Cryptoniscus planarioides är en kräftdjursart som beskrevs av F. Müller 1864. Cryptoniscus planarioides ingår i släktet Cryptoniscus och familjen Cryptoniscidae.
Artens utbredningsområde är havet utanför Brasilien. Inga underarter finns listade i Catalogue of Life.